# Palácio Nacional de Belém

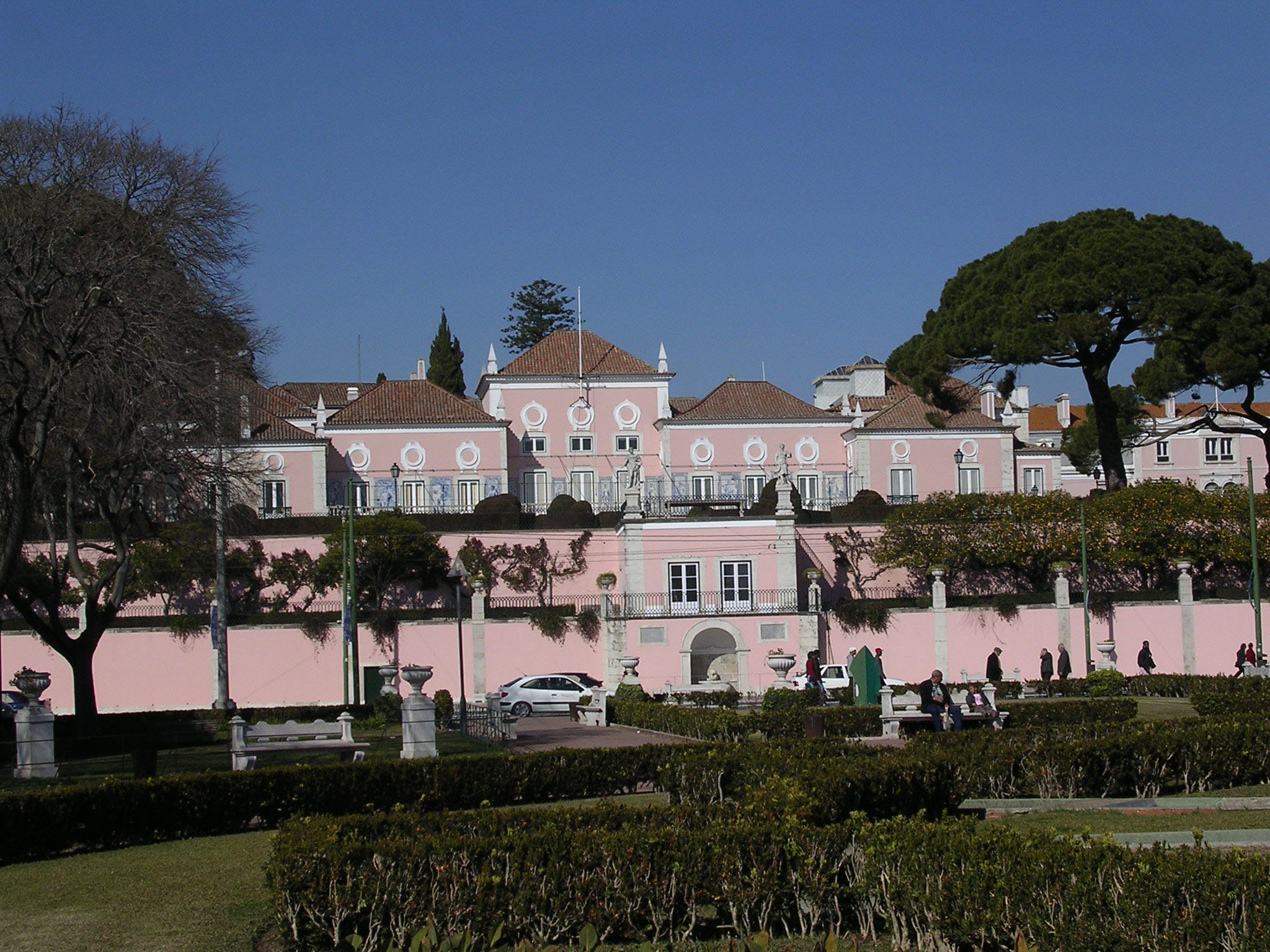
Palácio Nacional de Belém

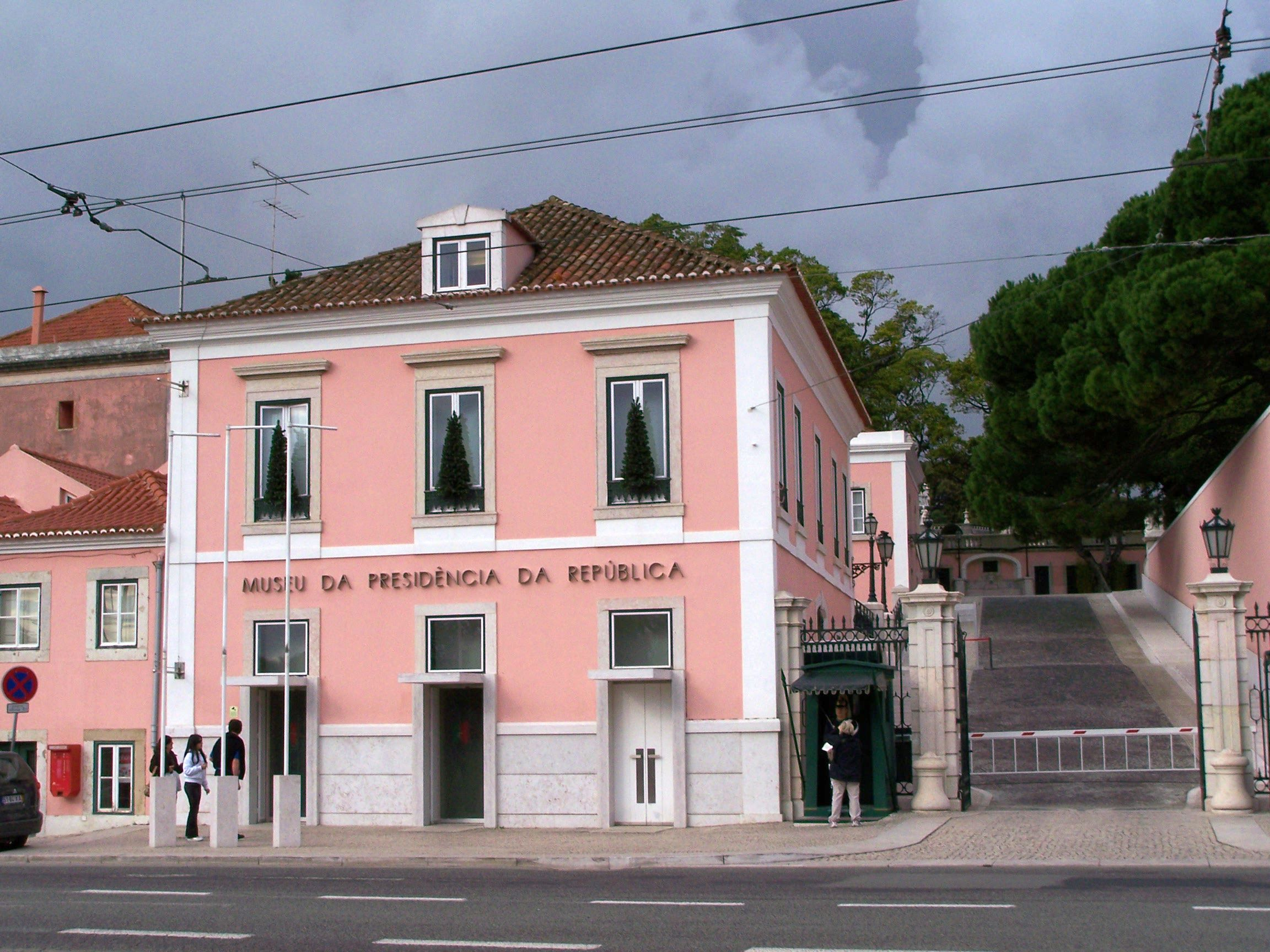
Museu da Presidencia da República

Het Palácio Nacional de Belém is de officiële verblijfplaats van de president van Portugal in Lissabon. Gelegen in de wijk Belém, ligt de voorgevel van het paleis aan het Praça Afonso de Albuquerque met uitzicht op de rivier de Taag. Het paleis is de voormalige residentie van de Portugese koninklijke familie. Het complex bestaat uit verschillende gebouwen, vleugels, binnenplaatsen en tuinen, welke gebouwd zijn tussen de 18e en 21e eeuw. Een van de gebouwen herbergt het Museu da Presidência da República.

## Picadeiro Real de Belém
Een ander bijgebouw is de vroegere koninklijke manege Picadeiro Real de Belém met het nationale koetsenmuseum Museu Nacional dos Coches. Naast het paleis staat ook de nationale rijschool Escola Portuguesa de Arte Equestre. Ruiters met barokpaarden tonen hier shows en trainingen met de Alter Real volgens de Portugese klassieke rijkunst.

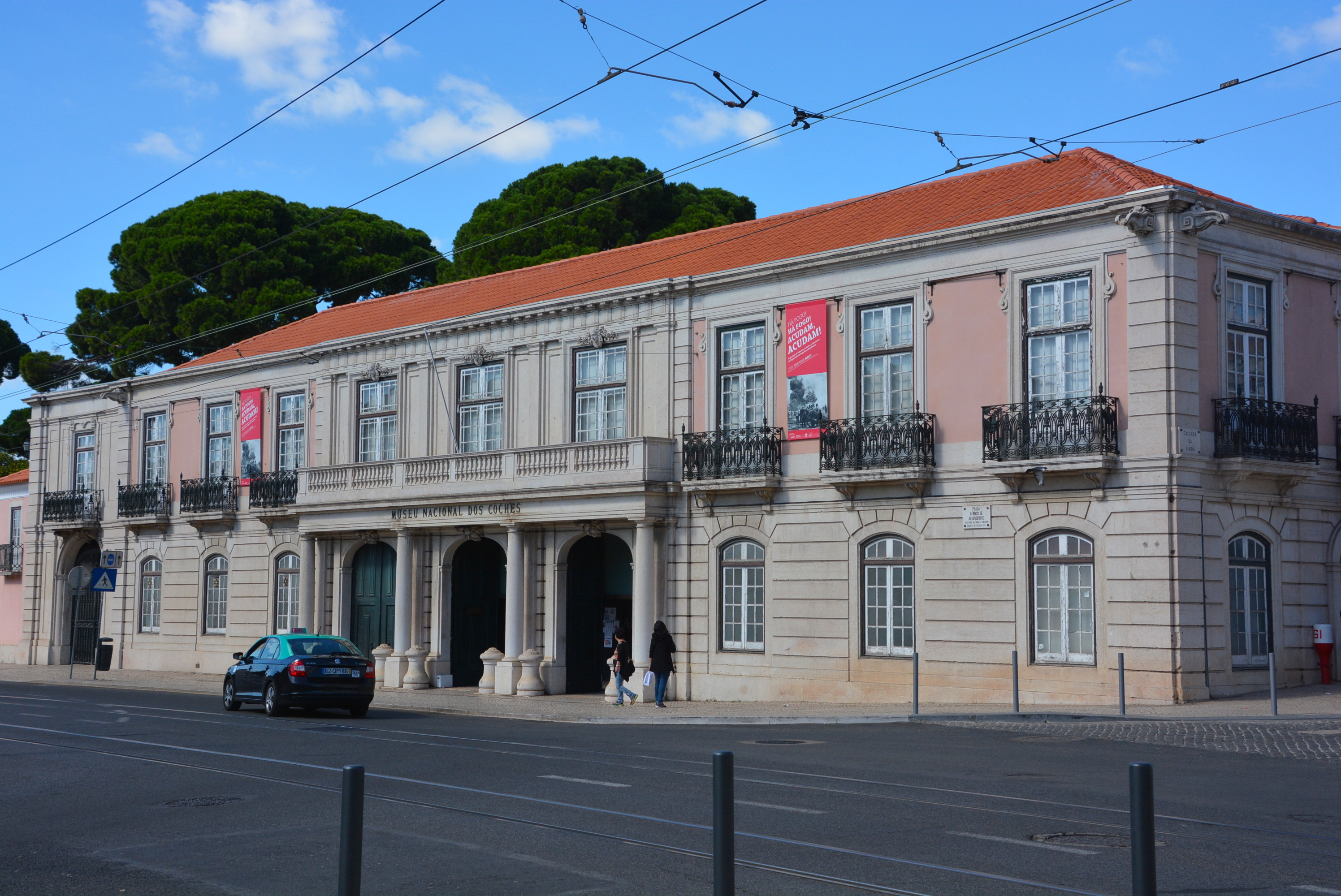
nationaal koetsenmuseum
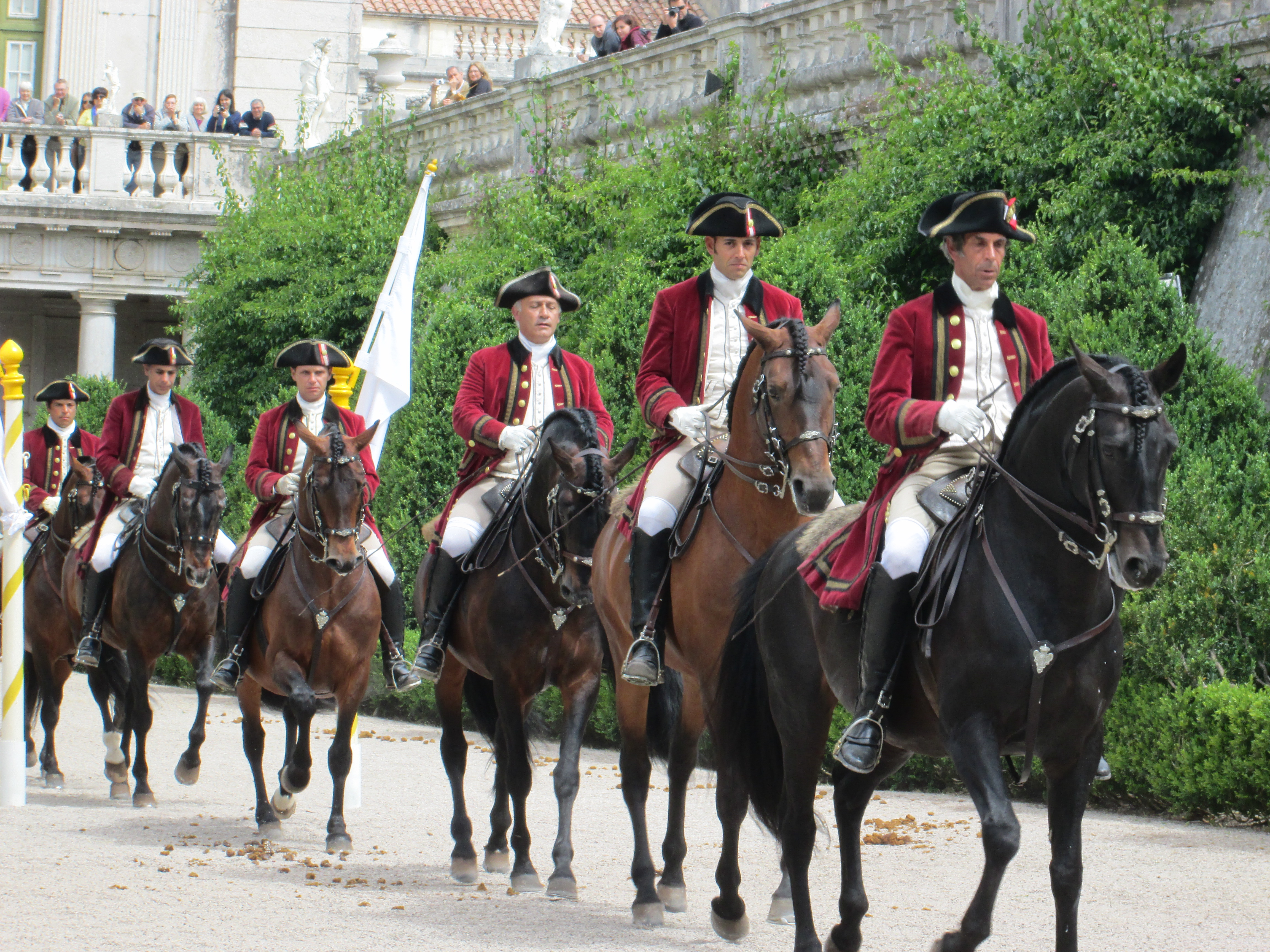
ruiters van de nationale rijschool